# Super Sweet 16: The Movie
Super Sweet 16: The Movie é um filme feito para televisão pela MTV, baseado na série  My Super Sweet 16. É estrelado pelas pop stars integrantes da dupla 78violet e participações especiais de Hellogoodbye e Pretty Ricky. A premiere aconteceu na MTV em 8 de Julho, 2007, e o DVD foi lançado em 10 de Julho, 2007, na mesma data que o segundo disco de 78violet foi lançado Insomniatic. Nota: Datas referentes aos EUA. 

## Sinopse
Jacquie e Sara são melhores amigas. Elas compartilham quase tudo, incluindo sua data de aniversário, com o desejo de brilharem juntas.

## Elenco
- Amanda "AJ" Michalka: Sara Connors
- Regine Nehy: Jacquie Anderson
- Alyson "Aly" Michalka: Taylor Tiara/Plimpton
- Brendan Miller: Shannon Plimpton
- Ethan Phillips: Craig
- Roddy Piper: Mitch Connors
- Sicily Sewell: Chloe Spears
- Nikki Flores: Zoey Cortez
- Paula DeAnda: Alicia
- Cassie Steele: Sophie Barnetz
- Brandon T. Jackson: Brian
- Rocco Vienhage: Coleman Palm
- Renee Olstead: Sky Storm
- Debra Wilson: Edan Day
- Tina Knowles: herself
- Katherine J.: Hannah
- J Xavier: Randy

## Datas de Estréia
- Estados Unidos: 9 de Julho, 2007 na MTV
- Estados Unidos: 10 de Julho, 2007 em DVD
- Nova Zelândia: 13 de Outubro, 2007 na MTV
- Austrália: 13 de Outubro, 2007 na MTV
- Paráguai: 24 de Novembro, 2007 na MTV